# Llinas (Lérida)
Llinas es una entidad de población española del municipio de Odén, perteneciente a la provincia de Lérida, en la comunidad autónoma de Cataluña. En 2022, la entidad singular de población tenía empadronados 47 habitantes y el núcleo de población, 44.